# Dotanuki
Dōtanuki (同田貫) est une école japonaise de fabrication de sabres. 
Une orthographe alternative, 胴田貫, signifie littéralement « épée qui traverse le torse » et provient d'une légende populaire. Elle prétend que si l'on frappe de taille le torse d'un cadavre couché dans un champ, la lame d'un dōtanuki passera à travers le torse… et s'enfoncera dans le sol du champ ! Un fait d'autant plus remarquable que les sabres et les épées ne favorisent guère les cibles venant par le bas. Cette anecdote est à relier à l'expression dotan-barai (土壇拂) signifiant qu'un sabre est parvenu à trancher entièrement à travers un corps pour se planter dans le sol des dotan, les monticules érigés par les testeurs de sabre professionnels, pendant l'époque Edo.
Le dōtanuki se présente typiquement comme un sabre long très épais, ressemblant à un katana. Il a été conçu pour trancher une cible d'un seul coup. « Dōtanuki » est le nom d'une école de forgerons durant la période shintō dans la province de Higo, au sud du Japon. Un petit nombre de forgerons ont utilisé le nom de dōtanuki, et leurs sabres ont la réputation d'être robustes et de posséder une lame assez large et tranchante. Toutefois, les testeurs de sabres de la période d'Edo semblent avoir eu une opinion mitigée. Ainsi, Yamada Asaemon V donnait des mentions mixtes aux lames forgées par Dōtanuki Masakuni qu'il avait pu mettre à l'épreuve (il jugea de même une soixantaine d'autres forgerons, sur 228 au total).
Les caractéristiques artistiques des sabres dōtanuki sont considérées comme plutôt banales, prétendument en raison de leur absence de construction stratifiée que la plupart des autres sabres japonais ont adoptée. En effet, les forgerons de cette école préféraient se concentrer sur la création de lames robustes, capables de résister aux péripéties du champ de bataille et de rester intactes autant que possible, et être utilisées jour après jour, année après année.
La majorité des livres sur les nihonto (épées japonaises) ne mentionnent même pas cette école, ou très brièvement. On sait que le féroce général Katō Kiyomasa (dont le caractère était en phase avec ce genre de lames) accorda un kanji de son prénom au forgeron Oyama Nobuyoshi, devenant ainsi Oyama Kozuke-no-suke Masakuni (le nom de Masakuni est toutefois souvent omis de ses signatures). Il s'agit d'une ancienne coutume japonaise renforçant les liens entre un vassal et son seigneur. En outre, lors de la campagne de Corée, Kiyomasa emmena plusieurs forgerons de dōtanuki parmi ses logisticiens. Au vu du caractère belliqueux de Kiyomasa, cela tend à confirmer leur réputation d'être des lames conçues pour le champ de bataille.

## Média
Le dōtanuki apparaît dans le manga Lone Wolf and Cub, c'est l'arme principale d'Ogami Ittō. Le sabre nommé Gassan dans les jeux vidéo Soulcalibur II et Soulcalibur III est un dōtanuki. Gassan est manipulé par Mitsurugi dans Soulcalibur III. De même, les membres du style Toyama-ryū battojutsu utilisent parfois des sabres à lames deux ou trois fois plus larges, afin de trancher un plus grand nombre de makiwara (jusqu'à 6 ou 7).